# Normal (sociologi)
 For alternative betydninger, se Normal. (Se også artikler, som begynder med Normal)
Normal er i samfundsvidenskabenskaberne en betegnelse for det forventede, typiske eller almindelige. Normalitetsbegrebet har været anvendt i politik og samfundsforståelse siden 1800-tallet.

## Lægevidenskab
I medicin- og psykiatriverdenen findes adskillige definitioner af afvigelse fra normalen, men en objektiv medicinsk opfattelse af normalitet eksisterer ikke. Derfor må man ty til mere subjektivt udarbejdede definitioner af begrebet. Jacques Blum og Bjarne Jacobsen er enige om, at normalitet kan defineres på flere måder. Blum opererer med fem punkter, som kan betyde at være normal, hvilke man kan genkende i Jacobsens definition. Punkterne er som følger:
- Den der følger normerne – uanset om de er skrevne eller ej.
- Den statistisk hyppigst forekommende – dvs. det almindeligste, det sædvanlige.
- Den gennemsnitlige.
- Den ønskværdige; det ideelle (f.eks. smuk, rig, ærlig, modig).
- Den sunde – fysisk, psykisk og holdningsmæssigt.

Men man kan sætte spørgsmålstegn ved disse fem punkter. Eksempelvis er ca. 25 % af befolkningen i psykiatrisk behandling på et eller flere tidspunkter i deres liv.[kilde mangler]

## Indspillende parametre i forbindelse med definitionen
Normalitetsbegrebet er på ingen måde globalt. Begrebet varierer gevaldigt fra kultur til kultur. Eksempelvis er polygami strafbart i Danmark, mens det i visse arabiske og afrikanske lande ikke er strafbart, men sågar forbindes med stor prestige. Altså er polygami udtryk for afvigende adfærd, hvis man spørger en dansker, men derimod normalt, hvis man spørger en senegaleser. Dette eksempel antyder, at kulturer spiller en stor rolle, når normaliteten skal defineres.
Men kulturer er næppe det eneste relevante parameter. Også tid har noget at sige. I løbet af de seneste 100 år har normalitetsbegrebet rykket sig markant: For eksempel er tolerancetærsklen overfor kvinder blevet langt større. I dag er det normalt i Danmark, at en kvinde tjener lige så mange penge som sin mand – et sådant scenario ville være fuldstændigt uhørt for halvtreds år siden.